# 10247 Amphiaraos
10247 Amphiaraos è un asteroide troiano di Giove del campo greco. Scoperto nel 1960, presenta un'orbita caratterizzata da un semiasse maggiore pari a 5,2611867 UA e da un'eccentricità di 0,0081944, inclinata di 4,19155° rispetto all'eclittica.
L'asteroide è dedicato ad Anfiarao, re di Argo.